# Ломницький Єремія Іван
Єремія Іван Ломницький, ЧСВВ (8 лютого 1860, Кавсько, нині Стрийський район — 3 липня 1916, Симбірськ, нині Ульяновськ, Росія, на засланні) — церковний діяч, вихователь, місіонер, ієромонах-василіянин, засновник жіночого чернечого Згромадження Сестер Служебниць Непорочної Діви Марії.

## Біографія
Народився у с. Кавсько у священничій сім'ї о. Михайла Ломницького та Марії з роду Гащиць (був їхнім найстаршим сином).
У 1870–1876 роках навчався у Львівській гімназії, а згодом у реальній гімназії в Дрогобичі. Своє навчання продовжував у вчительській семінарії у Львові. По її закінченні працював на посаді вчителя. 28 вересня 1882 року вступив на новіціат отців Василіян у Добромилі, отримав чернече ім'я Єремія; згодом розпочав філософсько-богословські студії під проводом отців Єзуїтів; ієрейські свячення отримав 17 січня 1886 року з рук Йоана Ступницького, єпископа Перемишльського, і був призначений на посаду директора Лаврівської школи; у 1889–1891 роках студіював богослов'я в Краківській єзуїтській колегії; згодом — викладач української мови та історії у Добромилі; 1891 — у Жовкві, звідки дав свої перші місії в Жужелі поблизу Кристинополя, де в 1892 році заснував Згромадження Сестер Служебниць Непорочної Діви Марії.
1892–1893 — сповідник, проповідник і місіонер у Львівському монастирі святого Онуфрія; 1894 — директор народної чотирикласної школи в Бучачі; згодом викладав у Кристинополі моральне богослов'я і був духовним провідником новіціату Сестер Служебниць; 1895–1898 — перший ігумен в Михайлівці й директор місій у Провінції; 1898 — місіонер у Жовкві; 1900 — консультор і місіонер у Львові; 1901 — ігумен у Краснопущі, адміністратор парафії, проповідник, еклезіарх, економ, місіонер; 1902 — у Кристинополі, магістр новіціату й духівник Сестер Служебниць; 1903 — ігумен, економ й місіонер в Улашківцях; 1905–1907 — вікарій монастиря, проповідник і місіонер у Дрогобичі; впродовж 1904–1908 років у місійних цілях здійснив декілька поїздок до Росії (Петербург, Москва, Смоленськ, Саратов та Симбірськ).
1906–1915 — о. Ломницький займав посаду ректора Духовної Семінарії в Станіславові (Івано-Франківську). Крім адміністрації, викладав пасторальне богослов'я, методологію, катехитику, риторику та гомілетику. Також він добре володів французькою мовою, знав моральне богослов'я та цікавився богословськими та філософськими працями, які друкувалися в тогочасних періодичних виданнях. Завжди цікавився справами та навчанням своїх вихованців, щотижня звертався до своїх вихованців з окремим духовним повчанням, що стосувалося семінарійного життя і мети священичого покликання.
Ієромонах Єремія Ломницький разом з о. Платонідом Філясом видав перший молитовник для молоді «Гостинець». Цей молитовник мав велику популярність серед населення Галичини. Перше видання молитовника налічувало 10 тисяч примірників і сьогодні належить до бібліографічних рідкостей. Опісля вийшло ще шість видань (всього налічувалось 190 тисяч примірників). Часто дописував статті до часописів «Богословський Вісник» та «Нива», що виходили тоді у Львові.
1915 — вивезений царською владою на заслання в Симбірськ, де й помер 3 липня 1916 року від запалення легенів.

### Беатифікаційний процес
5 квітня 2009 року в Івано-Франківську розпочався беатифікаційний процес о. Єремії Ломницького, ЧСВВ.